# Straßhaus (Schwarzenbach am Wald)
Straßhaus ist ein Gemeindeteil der Stadt Schwarzenbach am Wald im Landkreis Hof (Oberfranken, Bayern). Straßhaus liegt in der Gemarkung Meierhof.

## Geografie
Die Einöde liegt an der Kreisstraße HO 28, die nach Meierhof (0,5 km nordöstlich) bzw. nach Bernstein am Wald verläuft (2,8 km südwestlich). Eine von der HO 28 abzweigende Gemeindeverbindungsstraße führt nach Räumlas (0,4 km westlich).

## Geschichte
Straßhaus wurde in der ersten Hälfte des 19. Jahrhunderts auf dem Gemeindegebiet von Meierhof gegründet. Die beiden Anwesen erhielten die Haus Nr. 24 und 25 von Meierhof. Am 1. Januar 1972 wurde Straßhaus im Zuge der Gebietsreform in Bayern nach Schwarzenbach eingegliedert.

### Einwohnerentwicklung
| Jahr      | 001861 | 001871 | 001885 | 001900 | 001925 | 001950 | 001961 | 001970 | 001987 |
| Einwohner | 22     | 25     | 14     | 8      | 11     | 9      | 5      | 7      | 6      |
| Häuser    |        |        | 2      | 2      | 2      | 2      | 2      |        | 2      |
| Quelle    | [ 8 ]  | [ 9 ]  | [ 10 ] | [ 11 ] | [ 12 ] | [ 13 ] | [ 14 ] | [ 15 ] | [ 1 ]  |

## Religion
Straßhaus ist evangelisch-lutherisch geprägt und bis heute nach Schwarzenbach am Wald gepfarrt.